# Ammopiptanthus nanus
Ammopiptanthus nanus là một loài thực vật có hoa trong họ Đậu. Loài này được (Popov) S.H.Cheng miêu tả khoa học đầu tiên.